# Lista światowego dziedzictwa UNESCO na Litwie
Lista światowego dziedzictwa UNESCO na Litwie – lista miejsc na Litwie wpisanych na listę światowego dziedzictwa UNESCO, ustanowionej na mocy Konwencji w sprawie ochrony światowego dziedzictwa kulturowego i naturalnego, przyjętej przez UNESCO na 17. sesji w Paryżu 16 listopada 1972 i ratyfikowanej przez Litwę 31 marca 1992 roku.
Obecnie (stan na 2023 rok) na liście znajduje się pięć obiektów o charakterze dziedzictwa kulturowego.
Na litewskiej liście informacyjnej UNESCO – liście obiektów, które Litwa zamierza rozpatrzyć do zgłoszenia do wpisu na listę światowego dziedzictwa – znajduje się jeden obiekt (stan na 2023 rok).

## Obiekty na liście światowego dziedzictwa UNESCO
Poniższa tabela przedstawia litewskie obiekty na liście światowego dziedzictwa UNESCO:
Nr ref. – numer referencyjny UNESCO;
Obiekt – polskie tłumaczenie nazwy wpisu na liście wraz z jej angielskim tłumaczeniem;
Położenie – miasto, rejon, okręg; współrzędne geograficzne;
Typ – klasyfikacja według Komitetu Światowego Dziedzictwa:
- kulturowe (K),
- przyrodnicze (P),
- kulturowo–przyrodnicze (K,P);

Rok wpisu – roku wpisu na listę i rozszerzenia wpisu;
Opis – krótki opis obiektu wraz z informacjami o jego zagrożeniu.
     Wpisy transgraniczne
| Nr ref. | Obiekt | Zdjęcie | Położenie | Typ            | Rok       | Opis |
| ------- | --- | ------- | --- | -------------- | --------- | --- |
| 541     | Zespół zabytkowy w Wilnie Vilnius Historic Centre                                                                                 |         | Wilno, Rejon miejski Wilno, Okręg wileński 54°41′12,0″N 25°17′35,0″E/54,686670 25,293060 | K (ii)(iv)     | 1994 2012 | Polityczne centrum Wielkiego Księstwa Litewskiego w okresie od XIII do XVIII wieku. Pomimo wielu najazdów i towarzyszącym im zniszczeniom zachowało się wiele budynków zbudowanych w stylach gotyckim, renesansowym i barokowym, jak też średniowieczny układ ulic. |
| 994     | Mierzeja Kurońska Curonian Spit                                                                                                   |         | Rejon neryński, Okręg kłajpedzki 55°16′28,5″N 20°57′44,6″E/55,274580 20,962390 | K (v)          | 2000      | Ten wydłużony półwysep wydmowy, o długości 98 km i szerokości 0,4-4 km, nosi ślady bytności człowieka sięgające czasów prehistorycznych. Przez cały ten okres był zagrożony przez naturalne siły wiatru i fal. Jego przetrwanie do dziś było możliwe tylko w wyniku nieustannych wysiłków człowieka w celu zwalczania erozji mierzei poprzez projekty stabilizacji i ponownego zalesiania. Wpis transgraniczny z Rosją.                                                                                  |
| 1137    | Stanowisko archeologiczne w Kiernowie (kulturalny rezerwat w Kiernowie) Kernavė Archaeological Site (Cultural Reserve of Kernavė) |         | Kiernów, Rejon szyrwincki, Okręg wileński 54°53′16″N 24°49′50″E/54,887778 24,830556 | K (iii)(iv)    | 2004      | Stanowisko archeologiczne w Kiernowie, położone około 35 km na północny zachód od Wilna we wschodniej Litwie, stanowi wyjątkowe świadectwo około dziesięciu tysiącleci osadnictwa ludzkiego w tym regionie. Stanowisko, położone w dolinie rzeki Wilii, stanowi złożony zespół obiektów archeologicznych, obejmujący miasto Kiernów, grodziska, nieliczne nieumocnione osady, miejsca pochówku oraz inne zabytki archeologiczne, historyczne i kulturowe z okresu od późnego paleolitu do średniowiecza. |
| 1187    | Południk Struvego Struve Geodetic Arc                                                                                             |         | Poniemunek, Niemenczyn, Niemież Rejon rakiszecki, Rejon wileński Okręg poniewieski, Okręg wileński 55°54′09″N 25°26′12″E/55,902500 25,436667 54°55′51″N 25°19′00″E/54,930833 25,316667 54°38′04″N 25°25′45″E/54,634444 25,429167 | K (ii)(iv)(vi) | 2005      | Na Litwie znajdują się 3 z 34 punktów pomiarowych południka Struvego. Zostały one założone w latach 1816–1852 na terenie ówczesnej unii Szwecji i Norwegii oraz Imperium Rosyjskiego, pod nadzorem rosyjskiego naukowca Friedricha Georga Wilhelma von Struvego i rosyjskiego oficera Carla F. Tennera. Wpis transgraniczny z Białorusią, Estonią, Finlandią, Łotwą, Mołdawią, Norwegią, Rosją, Szwecją oraz Ukrainą.                                                                                    |
| 1661    | Modernistyczne Kowno: architektura optymizmu, 1919-1939 Modernist Kaunas: Architecture of Optimism, 1919-1939                     |         | Rejon miejski Kowno, Okręg kowieński 54°54′00″N 23°56′00″E/54,900000 23,933333 | K (iv)         | 2023      | W okresie dwudziestolecia międzywojennego Kowno pełniło funkcję siedziby władz państwowych Litwy. Budynki pochodzące z tego okresu są wybudowane w stylu modernistycznym. |

## Obiekty na litewskiej liście informacyjnej UNESCO
Poniższa tabela przedstawia obiekty na litewskiej liście informacyjnej UNESCO:
Nr ref. – numer referencyjny UNESCO;
Obiekt – polskie nazwa obiektu wraz z jej angielskim oryginałem na litewskiej liście informacyjnej;
Położenie – miasto, rejon, okręg; współrzędne geograficzne;
Typ – klasyfikacja według zgłoszenia:
- kulturowe (K),
- przyrodnicze (P),
- kulturowo–przyrodnicze (K,P);

Rok wpisu – roku wpisu na listę informacyjną;
Opis – krótki opis obiektu wraz z informacjami o jego zagrożeniu.
| Nr ref. | Obiekt                                                           | Zdjęcie | Położenie                                                              | Typ  | Rok  | Opis |
| ------- | ---------------------------------------------------------------- | ------- | ---------------------------------------------------------------------- | ---- | ---- | --- |
| 1821    | Trocki Historyczny Park Narodowy Trakai Historical National Park |         | Rejon trocki, Okręg wileński 54°36′00″N 24°54′00″E/54,600000 24,900000 | K, P | 2003 | Park Narodowy został utworzony w 1991 roku. Zajmuje powierzchnię 8200 ha. Park znajduje się w pobliżu miasta Troki. Pierwsza wzmianka o tym mieście pochodzi z XIV wieku. |